# Ghiacciaio Aitkenhead
Il ghiacciaio Aitkenhead è un ghiacciaio lungo circa 17 km situato sulla costa orientale della penisola Trinity, nella parte settentrionale della Terra di Graham, in Antartide. Il ghiacciaio, il cui punto più alto si trova a oltre 500 m s.l.m., fluisce in direzione est-sud-est a partire dall'altopiano Detroit, dove si trova a sud dello sperone Mancho e del nunatak Baley e a nord del nunatak Simpson e del nunatak Hitar Petar, fino ad entrare nel canale del Principe Gustavo, poco a nord dell'isola Alectoria.

## Storia
Il ghiacciaio Aitkenhead fu mappato dal British Antarctic Survey, che all'epoca si chiamava ancora Falkland Islands and Dependencies Survey (FIDS), nel 1960-61 e fu quindi così battezzato dal Comitato britannico per i toponimi antartici in onore di Neil Aitkenhead, un geologo del FIDS di base alla baia Speranza nel 1959-60.